# Karl-Liebknecht-Strasse
Karl-Liebknecht-Strasse (tysk stavning: Karl-Liebknecht-Straße) är en gata i stadsdelen Mitte i östra centrala Berlin, uppkallad efter Karl Liebknecht. Gatan ansluter till Unter den Linden vid Schlossbrücke, går längs Alexanderplatz och fortsätter österut till korsningen Prenzlauer Tor där den ansluter till gatan Prenzlauer Allee.

## Bebyggelse
Till kända byggnader vid gatan räknas Humboldt Forum i det rekonstruerade Berlins stadsslott, kyrkorna Berliner Dom och Mariakyrkan, samt Fernsehturm och järnvägsstationen Berlin Alexanderplatz. Under DDR-tiden låg även Palast der Republik på slottets plats väster om Spree, och på den andra östra sidan anlades Marx-Engels-Forum.

## Historia

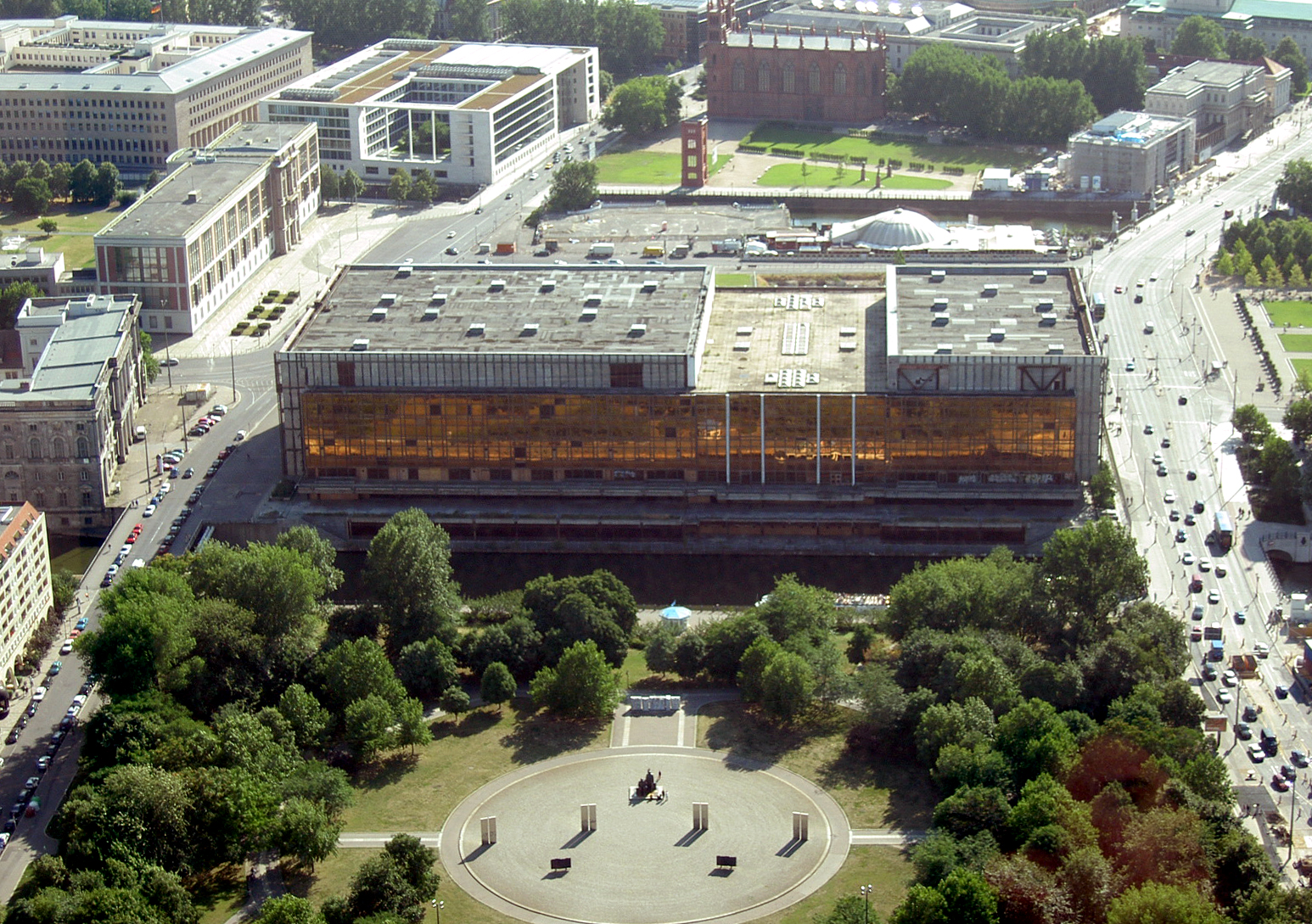
Karl-Liebknecht-Straße till höger om det numera rivna Palast der Republik. I mitten av bilden syns Marx-Engels-Forum.

Gatunätet i området genom de medeltida innerstadskvarteren Heilige-Geist-Viertel och Marienviertel hade ursprungligen en annan sträckning. Gatan anlades under 1880-talet då delar av de gamla kvarteren revs för att ge plats åt en ny genomfartsgata i Unter den Lindens östliga förlängning, ursprungligen kallad Kaiser-Wilhelm-Straße efter Vilhelm I av Tyskland. Vid gatan uppfördes nya affärs- och kontorsbyggnader. Gatan låg i Östberlin under Berlins delning och döptes om till Liebknechtstraße under den sovjetiska ockupationen 1947, efter kommunisten Karl Liebknecht som avrättats under spartakistupproret i Berlin 1919. Stora delar av gatans bebyggelse omkring Alexanderplatz förstördes i andra världskriget, och kvarvarande bebyggelse och ruiner revs för att göra plats åt nya byggplaner, med enstaka undantag som Mariakyrkan och domkyrkan. I Östberlin blev gatan del av det stora centrumprojekt som genomfördes under DDR-epoken. De omgivande kvarteren bebyggdes med höghusbebyggelse, med en stor öppen plats omkring Marx-Engels-Forum, Fernsehturm och Mariakyrkan. Sedan 1969 skrivs gatunamnet Karl-Liebknecht-Straße.

## Anslutande gator och platser

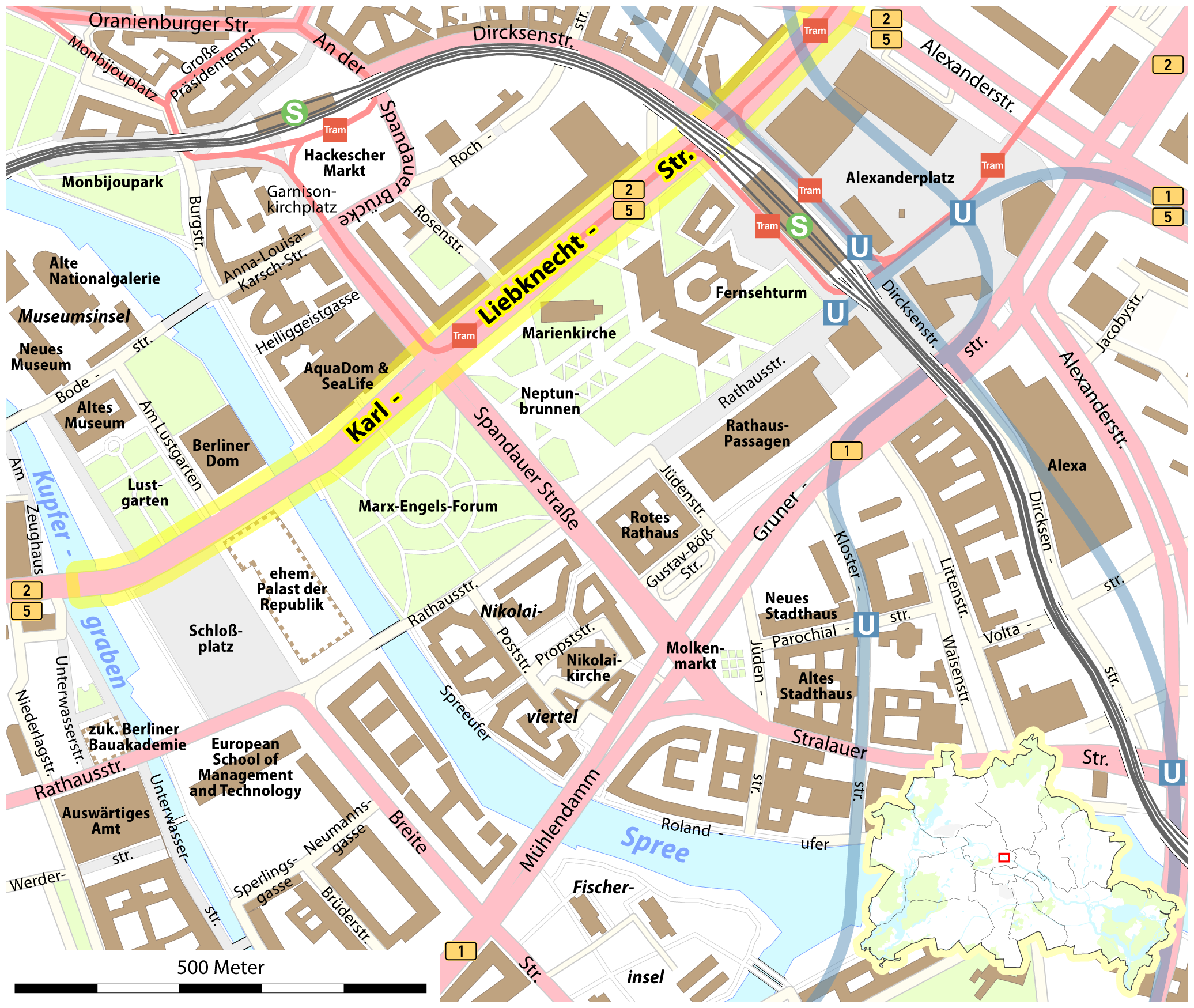
Karta med Karl-Liebknecht-Strasse markerad.

I väster övergår Karl-Liebknecht-strasse i Unter den Linden vid Schlossplatz, över de två broarna Karl-Liebknecht-Brücke över Spree och Schlossbrücke över Kupfergraben. Norr om Marx-Engels-Forum korsas gatan av Spandauer Strasse. Parallellt med Berlins stadsbana löper Dircksenstrasse och här ansluter även Rosa-Luxemburg-Strasse norrut. Den egentliga Alexanderplatz ligger sydost om Karl-Liebknecht-Strasse och nordost om stadsbanan. Nordost om Alexanderplatz korsar gatan Memhardstrasse/Alexanderstrasse. Vid platsen för den historiska stadsporten Prenzlauer Tor övergår gatan i Prenzlauer Allee norrut, i korsningen med Torstrasse/Mollstrasse.